# Braiilivka, Onufriivka
Braiilivka (în ucraineană Браїлівка) este un sat în așezarea urbană Pavlîș din raionul Onufriivka, regiunea Kirovohrad, Ucraina.

## Demografie
Componența lingvistică a localității Braiilivka
     Ucraineană (94,98%)
     Rusă (5,02%)
Conform recensământului din 2001, majoritatea populației localității Braiilivka era vorbitoare de ucraineană (94,98%), existând în minoritate și vorbitori de rusă (5,02%).